# The Mile End Sessions
Albums de David Usher
Wake Up and Say Goodbye
The Mile End Sessions est le septième album par artiste solo David Usher paru le 14 septembre 2010. Il se compose principalement de chansons déjà publiées, ré-enregistrées dans les arrangements acoustiques. Il a été produit par Jonathan Gallivan, qui joue aussi de la guitare sur l'album.
L'album comprend également une chanson française avec Marie-Mai nommée « Je repars », son premier enregistrement en français. Elle a été la première chanson de l'album à atteindre le top 10 au Québec. La seule autre nouvelle chanson sur l'album est « Fall To Pieces ».
David Usher collabore avec une autre chanteuse québécoise, Cœur de pirate, sur l'album dans la chanson « Everyday Things ».
Usher a déclaré que le titre de l'album « est référence à mon quartier à Montréal - Mile End, où ces chansons ont été ré-formées et où une grande partie de l'album a été faite ».

## Liste des titres
1. "Alone In The Universe (Acoustic)"
2. "Everyday Things (Acoustic) - avec Cœur de pirate"
3. "The Music (Acoustic)"
4. "Prélude"
5. "Fall To Pieces"
6. "Je repars - avec Marie-Mai"
7. "Sparkle And Shine (Acoustic)"
8. "St. Lawrence River (Acoustic)"
9. "My Way Out (Acoustic)"
10. "Black Black Heart (Acoustic)"
11. "And So We Run (Acoustic)"

CD Bonus Tracks:
1. "Kill The Lights (Mile End Mix)"
2. "I’m Coming Down (Acoustic)"
3. "Je repars (Radio Remix) - avec Marie-Mai"

Pre-Order Bonus Tracks:
1. "Tant de promesses (Fall To Pieces)" [MapleMusic Recordings Pre-Order Bonus Track]
2. "Souring (Acoustic)" [iTunes Pre-Order Bonus Track]

## Singles
- "Je repars - featuring Marie-Mai"
- "I'm Coming Down (Acoustic)"